# Ana Mirian Romero
Ana Mirian Romero es una activista hondureña defensora de los derechos humanos. En 2016  ganó el premio de Front Line Defenders por defender el derecho a la tierra de su comunidad.

## Activismo
Ana Mirian Romero es un activista de derechos humanos residente en Santa Elena, La Paz, Honduras. Es miembro del Movimiento Indígena Lenca y líder del Cabildo Indígena de San Isidro Labrador.
Se implicó en la campaña contra la construcción de la represa hidroeléctrica Los Encinos en el río Chinacla, preocupada por su impacto en los recursos naturales del territorio afectado y reclamando los derechos ancestrales para su pueblo. Su actividad en defensa de los derechos del pueblo lenca la ha convertido en blanco de amenazas de muerte y de violencia policial, incluso en octubre de 2015 fue allanada su casa y amenazaron a su familia, por este motivo  Ana Mirian Romero es beneficiaria de la protección de medidas cautelares (MC589/15) otorgada por la Comisión Interamericana de Derechos Humanos (CIDH).

## Premios y reconocimientos
Ana Mirian Romero ganó un premio Front Line Defenders Award en 2016. La expresidenta irlandesa Mary Robinson le entregó el premio el 9 de junio de 2016  en Dublín. El viaje a Irlanda fue su primer viaje internacional.

## Vida personal
Romero vive con su esposo y tiene cinco hijos y una hija que nació en 2016.